# Hurigny
Hurigny est une commune française située dans le département de Saône-et-Loire, en région Bourgogne-Franche-Comté.

## Géographie

### Situation
Hurigny est un village du Mâconnais. Il s'étend sur un plateau d'environ 300 mètres d'altitude, dominant la vallée de la Saône. Le village est également encadré par les collines du Mont-Rouge et du Gros Mont. Village viticole du vignoble du Mâconnais.

### Communes limitrophes
Les communes limitrophes sont Laizé, Charnay-lès-Mâcon, Chevagny-les-Chevrières, Mâcon, La Roche-Vineuse et Sancé.

### Climat
Pour des articles plus généraux, voir Climat de la Bourgogne-Franche-Comté et Climat de Saône-et-Loire.
En 2010, le climat de la commune est de type climat océanique dégradé des plaines du Centre et du Nord, selon une étude du Centre national de la recherche scientifique s'appuyant sur une série de données couvrant la période 1971-2000. En 2020, Météo-France publie une typologie des climats de la France métropolitaine dans laquelle la commune est dans une zone de transition entre le climat océanique altéré et le climat océanique altéré et est dans la région climatique Bourgogne, vallée de la Saône, caractérisée par un bon ensoleillement (1 900 h/an), un été chaud (18,5 °C), un air sec au printemps et en été et des vents faibles.
Pour la période 1971-2000, la température annuelle moyenne est de 11 °C, avec une amplitude thermique annuelle de 17,8 °C. Le cumul annuel moyen de précipitations est de 894 mm, avec 10,6 jours de précipitations en janvier et 7,6 jours en juillet. Pour la période 1991-2020, la température moyenne annuelle observée sur la station météorologique de Météo-France la plus proche, « Mâcon », sur la commune de Charnay-lès-Mâcon à 5 km à vol d'oiseau, est de 12,3 °C et le cumul annuel moyen de précipitations est de 833,7 mm. 
La température maximale relevée sur cette station est de 39,8 °C, atteinte le 13 août 2003 ; la température minimale est de −21,4 °C, atteinte le 15 février 1956,,.
Les paramètres climatiques de la commune ont été estimés pour le milieu du siècle (2041-2070) selon différents scénarios d'émission de gaz à effet de serre à partir des nouvelles projections climatiques de référence DRIAS-2020. Ils sont consultables sur un site dédié publié par Météo-France en novembre 2022.

## Urbanisme

### Typologie
Au 1er janvier 2024, Hurigny est catégorisée bourg rural, selon la nouvelle grille communale de densité à sept niveaux définie par l'Insee en 2022.
Elle appartient à l'unité urbaine de Mâcon, une agglomération inter-régionale regroupant 16  communes, dont elle est une commune de la banlieue,,. Par ailleurs la commune fait partie de l'aire d'attraction de Mâcon, dont elle est une commune de la couronne,. Cette aire, qui regroupe 105 communes, est catégorisée dans les aires de 50 000 à moins de 200 000 habitants,.

### Occupation des sols
L'occupation des sols de la commune, telle qu'elle ressort de la base de données européenne d’occupation biophysique des sols Corine Land Cover (CLC), est marquée par l'importance des territoires agricoles (68,8 % en 2018), en diminution par rapport à 1990 (72,6 %). La répartition détaillée en 2018 est la suivante : terres arables (29,5 %), zones agricoles hétérogènes (20,5 %), zones urbanisées (15,5 %), cultures permanentes (13,5 %), forêts (9,7 %), prairies (5,4 %), espaces verts artificialisés, non agricoles (4,2 %), milieux à végétation arbustive et/ou herbacée (1,8 %). L'évolution de l’occupation des sols de la commune et de ses infrastructures peut être observée sur les différentes représentations cartographiques du territoire : la carte de Cassini (XVIIIe siècle), la carte d'état-major (1820-1866) et les cartes ou photos aériennes de l'IGN pour la période actuelle (1950 à aujourd'hui).

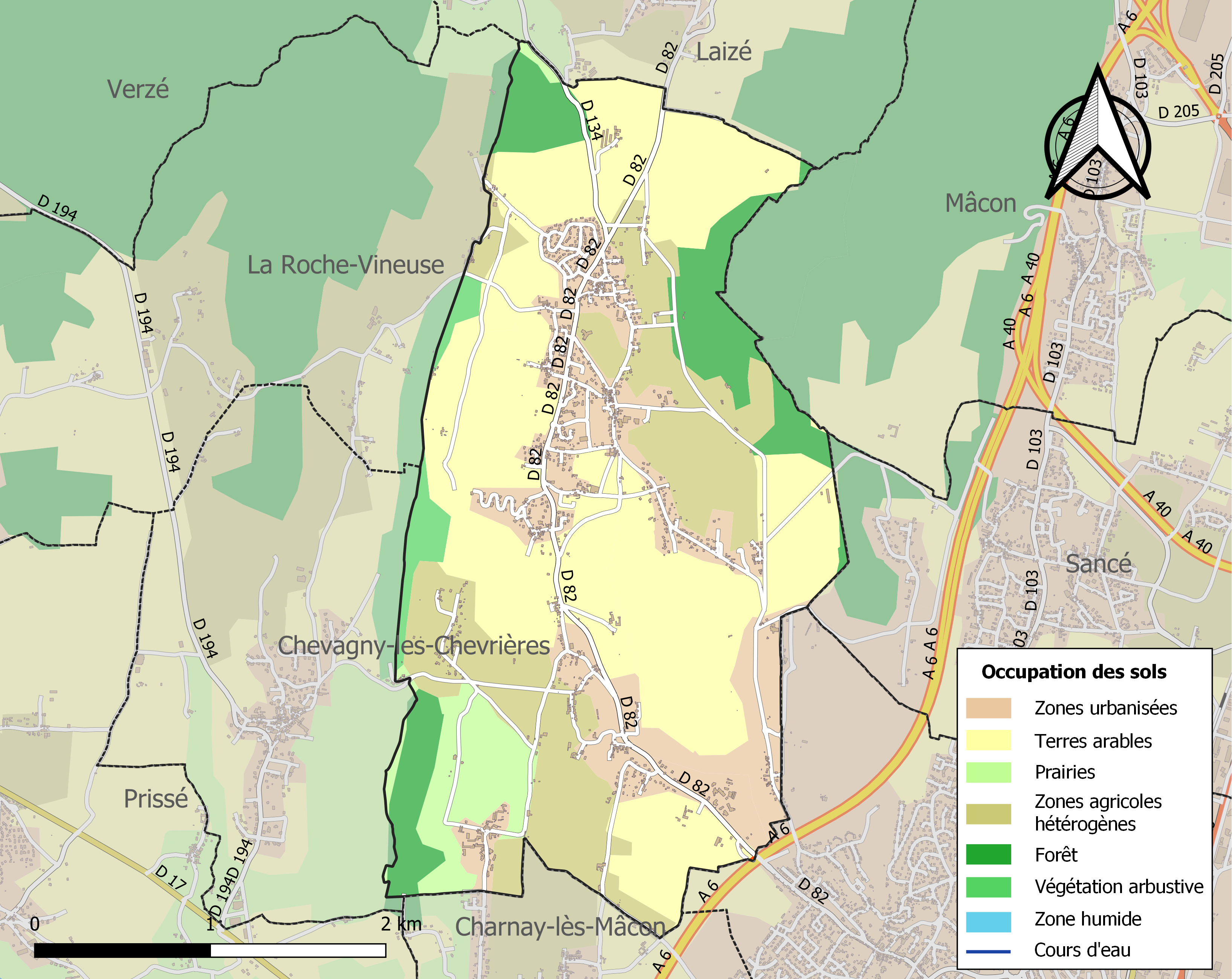
Carte des infrastructures et de l'occupation des sols de la commune en 2018 (CLC).

## Toponymie
Les premières mentions du nom d'Hurigny, ont été trouvées dans le cartulaire de Saint-Vincent à Mâcon. Le nom actuel est le même depuis 1790, mais avant cela il en a connu d'autre :
- 864 - 872 : « Urcano »[Note 5] ;
- 937 - 962 : « in pago Matisconense, in agro Uriniacens, in ipsa villa Uriniaco »[Note 6] ;
- 943 - 952 : « capella sancte-Marie in villa Huriniaco »
- XIe siècle : « In agro salorniacensi, in villa que dicitur Uriniaco, prope ecclesia Sancte-Marie »
- XIIe siècle : « In villa Huriniaco »
- XIIIe siècle : « In villa Hurigniaci »
- XIVe siècle : « curatus de Hurigiaco, alias Harignaco »
- Avant 1412 : « ecclesia Hurigniaci, alias Hunegniaci »
- 1543 : Urigné
- 1560 : Urigny
- 1610 : Hurigny
- 1757 : Hurigny en Mâconnois
- 1783 : Hurigny ou Urigny
- 1790 : Hurigny

## Histoire
Hurigny était anciennement appelé Uriniacum.
En 1471, les troupes de Louis XI détruisirent la maison forte de Salornay dont l'artillerie avait été prêtée à la ville de Mâcon pour leur résister.
Nombreux séjours de Lamartine au château, propriété de son oncle François Louis de Lamartine de Montculot (1750-1827).
En 1862, on décida de construire au nord de l'église une chapelle consacrée à saint Joseph, ce qui nécessita de trouver de la place et causa le déplacement du cimetière[réf. souhaitée].
Le 11 novembre 1900, la ligne de chemin de fer à voie étroite Mâcon-Fleurville via Lugny fut inaugurée (ligne qui fonctionna, pour le trafic quotidien des voyageurs, jusqu'en 1931).

## Politique et administration

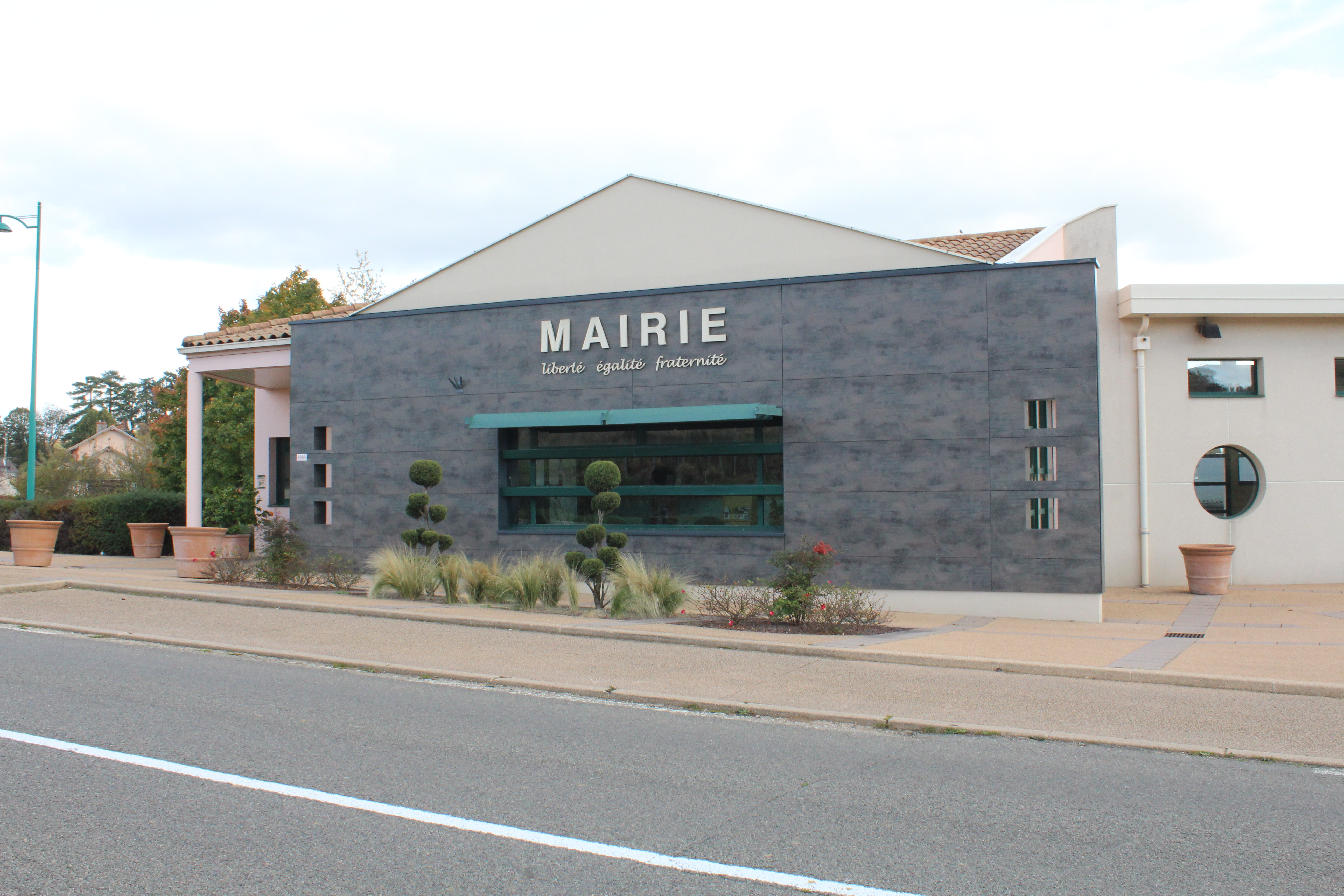
Mairie.

### Liste des maires
| Période                                  | Période        | Identité            | Étiquette | Qualité |
| ---------------------------------------- | -------------- | ------------------- | --------- | ------- |
| janvier 1826                             | décès          | Aimé Pic            |           |         |
| février 1830                             | août 1843      | Georges Desreaux    |           |         |
| août 1843                                | août 1848      | Michel Pachon       |           |         |
| août 1848                                | août 1860      | Georges Desreaux    |           |         |
| août 1860                                | septembre 1865 | Michel Pachon       |           |         |
| septembre 1865                           | mai 1871       | Antoine Letienne    |           |         |
| mai 1871                                 | août 1891      | Benoît Rondiere     |           |         |
| août 1891                                | janvier 1896   | Charles Laplace     |           |         |
| janvier 1896                             | octobre 1902   | Jean Girardin       |           |         |
| octobre 1902                             | juillet 1906   | Pierre Fourrier     |           |         |
| juillet 1906                             | janvier 1911   | Jean Girardin       |           |         |
| janvier 1911                             | décembre 1919  | François Vigoureux  |           |         |
| décembre 1919                            | décembre 1926  | Claude Fourrier     |           |         |
| février 1927                             | mai 1929       | Jean Honoré Duvert  |           |         |
| mai 1929                                 | mai 1935       | Ryol Moiroux        |           |         |
| mai 1935                                 | juin 1938      | Jean Duvert         |           |         |
| juin 1938                                | septembre 1939 | André Higonet       |           |         |
| septembre 1939                           | septembre 1941 | Pierre Bouillard    |           |         |
| septembre 1941                           | mai 1945       | Eugène Chevenet     |           |         |
| mai 1945                                 | juillet 1958   | André Higonet       |           |         |
| juillet 1958                             | novembre 1963  | Pierre Moiroux      |           |         |
| novembre 1963                            | mars 1971      | Maurice Laplace     |           |         |
| mars 1971                                | mars 1983      | Henri de Vigan      |           |         |
| mars 1983                                | juin 1995      | Pierre Foulon       |           |         |
| juin 1995                                | mars 2014      | Jean-Louis Curtenel |           |         |
| mars 2014                                | en cours       | Dominique Deynoux   | DVD       |         |
| Les données manquantes sont à compléter. |                |                     |           |         |

## Population et société

### Démographie

Les vignobles du Mâconnais.

L'évolution du nombre d'habitants est connue à travers les recensements de la population effectués dans la commune depuis 1793. Pour les communes de moins de 10 000 habitants, une enquête de recensement portant sur toute la population est réalisée tous les cinq ans, les populations de référence des années intermédiaires étant quant à elles estimées par interpolation ou extrapolation. Pour la commune, le premier recensement exhaustif entrant dans le cadre du nouveau dispositif a été réalisé en 2004.

En 2022, la commune comptait 1 908 habitants, en évolution de −4,55 % par rapport à 2016 (Saône-et-Loire : −1,06 %, France hors Mayotte : +2,11 %).
| 1793 | 1800 | 1806 | 1821 | 1831 | 1836 | 1841 | 1846 | 1851 |
| ---- | ---- | ---- | ---- | ---- | ---- | ---- | ---- | ---- |
| 833  | 812  | 899  | 845  | 911  | 908  | 929  | 939  | 946  |

| 1856 | 1861 | 1866  | 1872  | 1876  | 1881  | 1886 | 1891 | 1896 |
| ---- | ---- | ----- | ----- | ----- | ----- | ---- | ---- | ---- |
| 941  | 940  | 1 049 | 1 087 | 1 034 | 1 093 | 997  | 898  | 904  |

| 1901 | 1906 | 1911 | 1921 | 1926 | 1931 | 1936 | 1946 | 1954 |
| ---- | ---- | ---- | ---- | ---- | ---- | ---- | ---- | ---- |
| 873  | 838  | 809  | 637  | 612  | 620  | 602  | 695  | 932  |

| 1962 | 1968  | 1975  | 1982  | 1990  | 1999  | 2004  | 2006  | 2009  |
| ---- | ----- | ----- | ----- | ----- | ----- | ----- | ----- | ----- |
| 935  | 1 128 | 1 220 | 1 249 | 1 429 | 1 474 | 1 522 | 1 699 | 1 900 |

| 2014  | 2019  | 2022  | - | - | - | - | - | - |
| ----- | ----- | ----- | - | - | - | - | - | - |
| 1 959 | 1 954 | 1 908 | - | - | - | - | - | - |

## Cultes
Hurigny appartient à l'une des sept paroisses composant le doyenné de Mâcon (doyenné relevant du diocèse d'Autun) : la paroisse de Mâcon.

## Culture locale et patrimoine

### Lieux et monuments

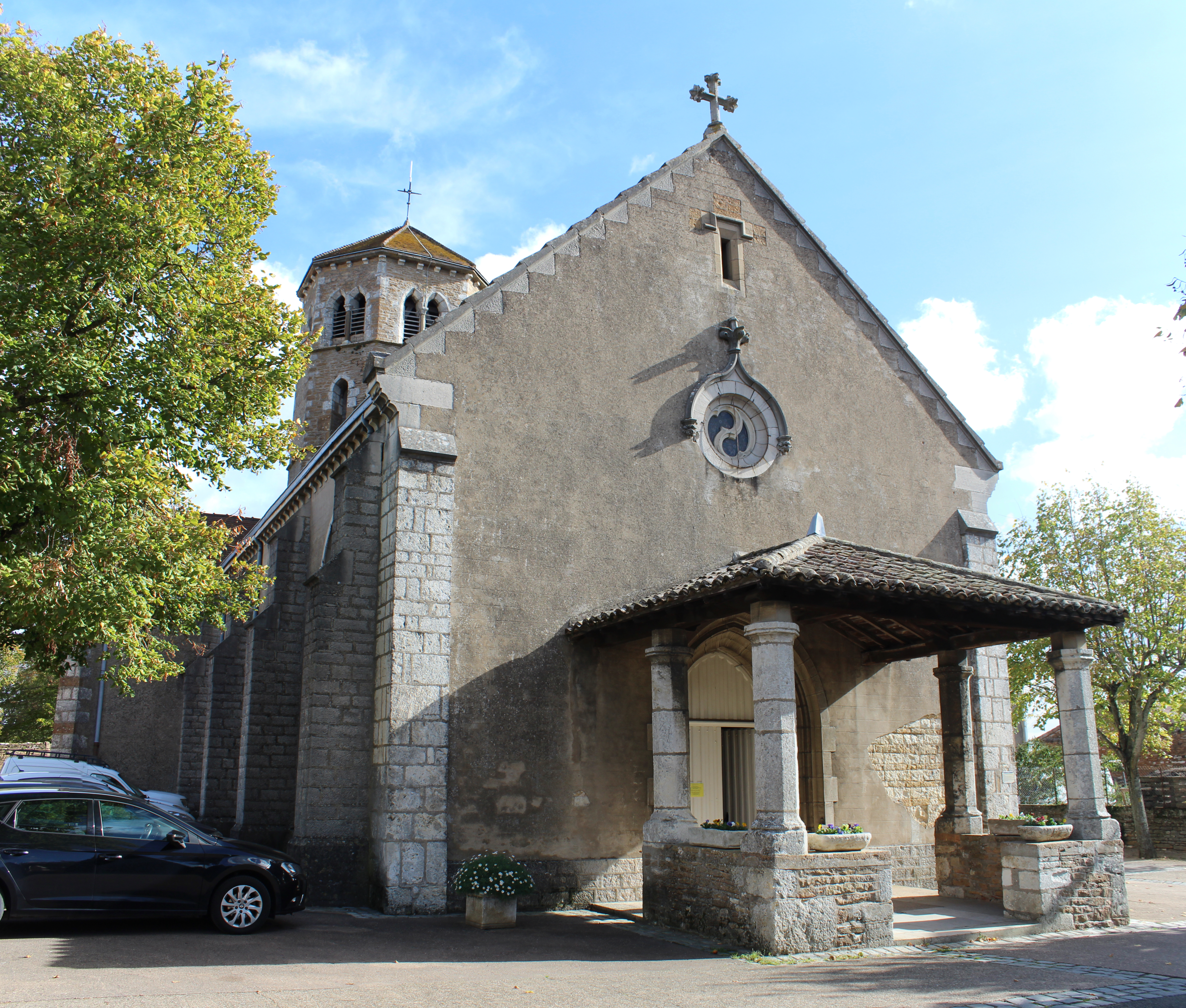
L'église d'Hurigny, sous le vocable de l'Assomption de la Vierge Marie.

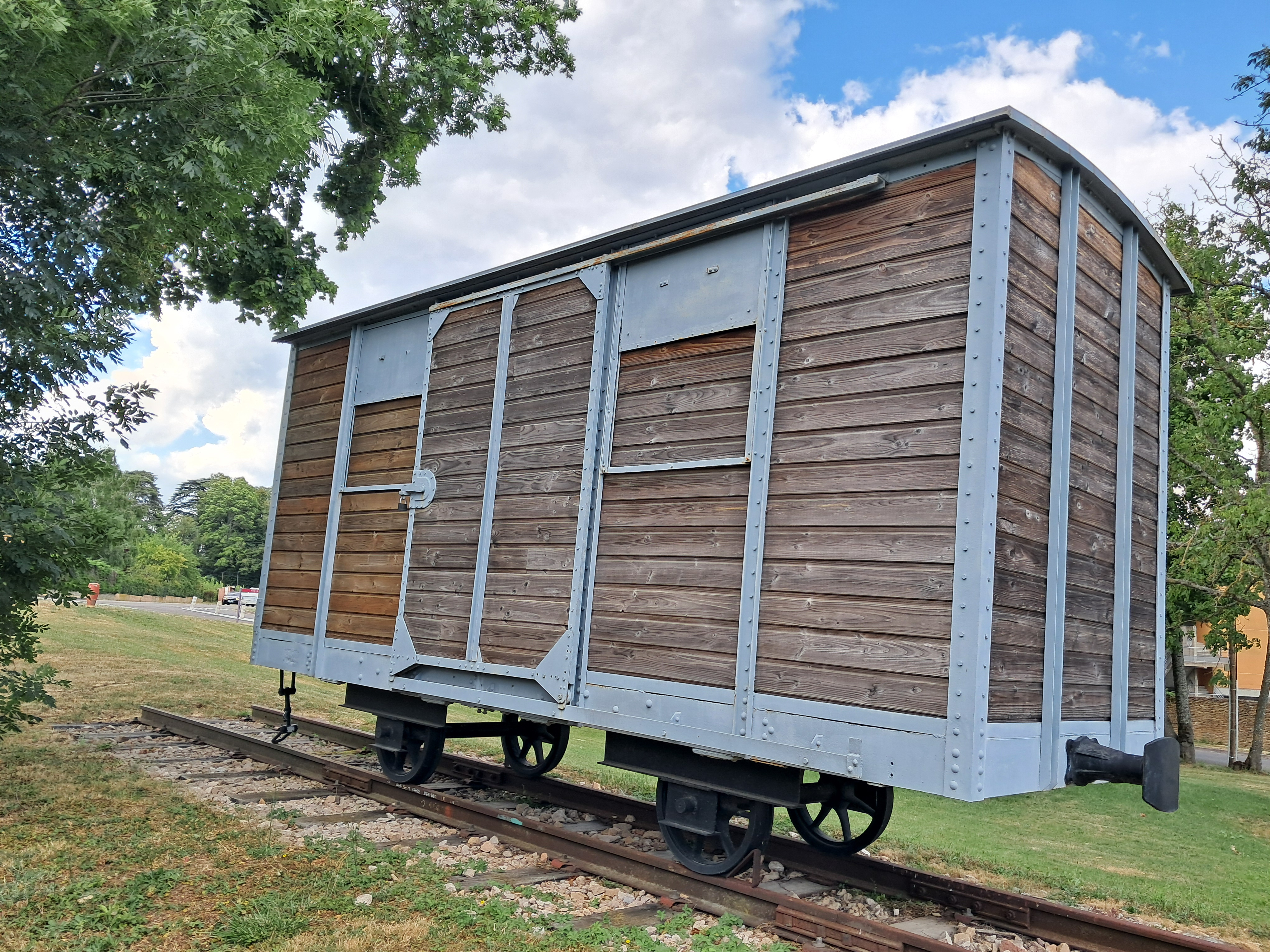
Ancien wagon du « tacot de Fleurville » visible depuis 2018 au jardin des Lombards.

Parmi les principaux lieux et monuments d'Hurigny figurent notamment : 
- l'église, sous le vocable de l'Assomption de la Vierge Marie, édifice doté d'une architecture romane et disposant d'un clocher octogonal de la fin du XIIIe ou du début du XIVe siècle[21]. En 2020, ainsi que 126 autres lieux répartis sur le territoire du Pôle d'équilibre territorial et rural (PETR) Mâconnais Sud Bourgogne, l'église a intégré les « Chemins du roman en Mâconnais Sud Bourgogne » et bénéficié de la pose d'une signalétique spécifique[22]. Dans l'église sont visibles six vitraux de Lucien Bégule.
- le château d'Hurigny (du XVIIIe siècle) ;
- le château de Salornay ;
- le château de Chazoux (du XVIIIe/XIXe siècle) ;
- le château de La Fontaine (du XVIIIe siècle) ;
- le château de Guerret (du XIXe siècle).
- une croix se dressant devant l'église, érigée en l'honneur de saint Joseph pour l'achèvement de la construction de la chapelle de l'église (transept nord) en janvier 1867, payée par un donateur qui conserva l’anonymat[23] ;
- un ancien wagon du « tacot » ayant circulé jusqu'en 1935 sur la ligne de Mâcon à Fleurville, restauré à l'initiative de l'Association pour la sauvegarde du patrimoine d'Hurigny et installé le 8 septembre 2018 au jardin des Lombards.

### Personnalités liées à la commune
- Émile Violet, vigneron et écrivain et éditeur, membre de l'académie de Mâcon in "Ma route de Bourgogne" de Raymond Dumay, Julliard 1948 p. 156.

## Pour approfondir